# 崔湧
崔湧（1957年—2015年3月25日），生於台灣高雄市，企業家，曾任遠東航空公司總經理與董事長。

## 生平
生於高雄眷村，畢業於高雄中學，與企業家陳泰銘為中學同學。大學進入台灣大學土木系，與楊秋興為同學。後留學美國，取得哈佛大學建築系與麻省理工大學企管系雙碩士學位。畢業後進入美國投資銀行雷曼兄弟銀行工作。
1990年，進入美國保險公司AIG集團。任職AIG集團期間，以執行董事兼東亞區負責人身份，代表AIG集團回台灣尋找投資機會，創立遠邦創投公司。在波灣戰爭期間，曾以AIG集團資金，以15億資金投資國巨電子，在八年間增長到1,200億元，為集團帶來很大收益。
1995年，因為看好即將到來的兩岸三通，崔湧代表AIG集團，與黃任中的皇龍投資簽定投資意向書，收購其名下的遠東航空股權。1996年，在AIG集團買下皇龍投資手中股票後，取得遠東航空公司20%股權，崔湧代表AIG集團出任遠東航空公司董事。1997年，主導遠航公司轉投資，創立遠邦投顧公司。2000年，成為遠東航空董事長，創立了易飛網與誠信旅行社等子公司，並兼任董事長。在2001年至2002年間，將遠航手中的遠邦投顧低價抛售至他自己在英屬威京群島設立的菲恩多聯合有限公司，掏空遠航公司資金約6億多元。此外，在遠航與柬埔寨的吳哥航空合作案中，吳哥航空欠款7億元，遠航當時總經理陳尚群涉嫌鑑價不實，虧空公款。遠航為其韓國子公司韓馬旅行社代墊1億多元，形成呆帳，有侵佔資金嫌疑。在上海的四家中國籍旅行社，曾滙款4億多元至崔湧戶頭，涉及收受回扣、洗錢。
2007年，遠航董事會改組，董事會選出樂大信繼任董事長，崔湧意外落選，卸任董事長。崔湧卸任後，重回企業收購本行，曾收購國巨、致伸與智邦等台灣網通產業公司的股票。2008年，遠航爆發財務危機而停飛，中華民國行政院交通部與法務部介入調查。台北地檢署認定崔湧與中華開發董事長胡定吾等9人，以賤賣子公司股權、拖延應收帳款及侵吞公款等方式掏空遠航資產，依違反證券交易法、背信、侵占等罪嫌起訴。後崔湧以9,000萬元交保候傳。2009年，崔湧棄保潛逃回美國，遭到中華民國政府發布通緝。
2015年4月，美國政府通報，崔湧於當年3月25日在康乃迪克州自宅中上吊自殺身亡。其友人則轉述他是心臟病身亡。

## 家庭
崔湧妻子夏怡，為前中華民國駐美代表夏功權之女。夏公權妻子黃新平為黃少谷之女，黃任中的二姐。
兩人生有二子一女，長子為崔湛。